# Sicarius terrosus
Sicarius terrosus is een spin uit de familie vioolspinnen (Sicariidae).
Deze spin wordt 15 mm groot en heeft een pootspanwijdte van 45 mm. De soort leeft in zanderige woestijnen in Chili, Argentinië en Peru. Sicarius terrosus heeft een ietwat blauwe gloed over het gehele lichaam. Het mannetje is kleiner, heeft een lichtere gloed en heeft een zwarte omlijning op het kopborststuk. Het is een van de meest giftige Sicarius-soorten en een van de giftigste spinnen ter wereld. Het gif bevat neurotoxine.